# Gen’yō Takeda
Gen’yō Takeda (jap. 竹田 玄洋, Takeda Gen’yō; geboren 7. März 1949 in der Präfektur Osaka) ist ein japanischer Spieleentwickler und Manager. Er war von 2002 bis 2015 hauptgeschäftsführender Direktor von Nintendo in der Abteilung Integrated Research & Development. 

## Biografie
Takeda wurde im Juli 1972 bei Nintendo eingestellt. Nach dem Tod von Satoru Iwata fungierte er übergangsweise als leitender Direktor von Nintendo, bis am 14. September 2015 Tatsumi Kimishima zum Nintendo Präsidenten ernannt wurde. Ab dem 16. September 2015 war Takeda dann als Berater des Konzerns im Bereich Technologie tätig.
Am 27. April 2017 kündigte Nintendo an, dass Takeda das Unternehmen zum Juli 2017 nach 45 Dienstjahren verlassen werde.

## Hardwareentwicklung
Takedas Aufgabenbereich bei Nintendo lag hauptsächlich in der Hardwareentwicklung. Er war derjenige, der verweigerte, einfach eine leistungsstärkere Version des Nintendo GameCube zu veröffentlichen, vielmehr drängte er auf die Erschaffung einer innovativen Videospielkonsole, was schließlich zum unüblichen, aber innovativen Controllerdesign der Nintendo Wii führte. In den Medien wird er außerdem häufig als deren Erfinder betitelt, aufgrund Nintendos geschlossener Unternehmensstruktur und bereits vorliegenden Patenten ist eine Bestätigung oder Dementierung dieser Information durch äußere Quellen allerdings nicht möglich.

## Softwareentwicklung
Gen’yō Takeda war an der Entwicklung einiger Software bei Nintendo beteiligt:
Produzent
- EVR Race
- Sheriff
- Space Firebird
- Popeye
- Punch-Out!!
  - Super Punch-Out!!
  - Arm Wrestling
- StarTropics
  - Zoda's Revenge: StarTropics II
- Super Punch-Out!! (SNES)
- Pilotwings 64
- Pokémon Puzzle League
- Dr. Mario 64

Direktor
- Punch-Out!! (NES)
- StarTropics
  - Zoda's Revenge: StarTropics II

Drehbuchautor
- StarTropics
  - Zoda's Revenge: StarTropics II

Besonderen Dank
- Donkey Kong Country
- Killer Instinct Gold

Supervisor
- Punch-Out!! (Wii)